# British Empire Trophy
British Empire Trophy je bila avtomobilistična dirka, ki je med letoma 1932 in 1961 potekala na britanskih dirkališčih Brooklands, Douglas in Silverstone. Najuspešnejši dirkač na dirki je Bob Gerard s tremi zmagami, med moštvi pa ERA s štirimi zmagami.

## Zmagovalci
| Leto | Zmagovalec           | Moštvo  | Dirkališče  | Poročilo |
| ---- | -------------------- | ------- | ----------- | -------- |
| 1961 | Stirling Moss        | Cooper  | Silverstone | Poročilo |
| 1950 | Bob Gerard           | ERA     | Douglas     | Poročilo |
| 1949 | Bob Gerard           | ERA     | Douglas     | Poročilo |
| 1948 | Geoffrey Ansell      | ERA     | Douglas     | Poročilo |
| 1947 | Bob Gerard           | ERA     | Douglas     | Poročilo |
| 1933 | Stanislas Czaykowski | Bugatti | Brooklands  | Poročilo |
| 1932 | John Cobb            | Delage  | Brooklands  | Poročilo |